# Coppa Davis 1998

Le squadre di Svezia e Italia, rispettivamente vincitrice e finalista del World Group, durante la cerimonia di premiazione al Forum di Assago, 6 dicembre 1998.

La Coppa Davis 1998 è stata la 87ª edizione del torneo riservato alle nazionali maschili di tennis. Vi hanno partecipato 131 nazioni. Nella finale disputata dal 4 al 6 dicembre al Forum di Assago di Milano in Italia, la Svezia ha battuto l'Italia. La Svezia ha vinto il 7º titolo della sua storia.

## Gruppo Mondiale
| Squadre partecipanti | Squadre partecipanti | Squadre partecipanti | Squadre partecipanti |
| Australia            | Belgio               | Brasile              | Rep. Ceca            |
| Germania             | India                | Italia               | Paesi Bassi          |
| Russia               | Slovacchia           | Sudafrica            | Spagna               |
| Svezia               | Svizzera             | Stati Uniti          | Zimbabwe             |
| -------------------- | -------------------- | -------------------- | -------------------- |

### Tabellone
|  | Primo turno 3-5 aprile                | Primo turno 3-5 aprile | Primo turno 3-5 aprile              |                             |        | Quarti di finale 17-19 luglio | Quarti di finale 17-19 luglio           | Quarti di finale 17-19 luglio |   |  | Semifinali 25-27 settembre | Semifinali 25-27 settembre    | Semifinali 25-27 settembre |   |  | Finale 4-6 dicembre | Finale 4-6 dicembre | Finale 4-6 dicembre |
|  |                                       |                        |                                     |                             |        |                               |                                         |                               |   |  |                            |                               |                            |   |  |                     |                     |                     |
|  | Bratislava, Slovacchia (Terra indoor) |                        |                                     |                             |        |                               |                                         |                               |   |  |                            |                               |                            |   |  |                     |                     |                     |
|  |                                       | Svezia                 | 3                                   |                             |        |                               |                                         |                               |   |  |                            |                               |                            |   |  |                     |                     |                     |
|  |                                       | Svezia                 | 3                                   | Amburgo, Germania (Cemento) |        |                               |                                         |                               |   |  |                            |                               |                            |   |  |                     |                     |                     |
|  |                                       | Slovacchia             | 2                                   |                             |        |                               |                                         |                               |   |  |                            |                               |                            |   |  |                     |                     |                     |
|  |                                       | Slovacchia             | 2                                   |                             | Svezia | 3                             |                                         |                               |   |  |                            |                               |                            |   |  |                     |                     |                     |
|  | Brema, Germania (Sintetico indoor)    |                        |                                     |                             | Svezia | 3                             |                                         |                               |   |  |                            |                               |                            |   |  |                     |                     |                     |
|  |                                       |                        | Germania                            | 2                           |        |                               |                                         |                               |   |  |                            |                               |                            |   |  |                     |                     |                     |
|  |                                       | Germania               | Germania                            | 2                           | 5      |                               |                                         |                               |   |  |                            |                               |                            |   |  |                     |                     |                     |
|  |                                       | Germania               |                                     |                             | 5      |                               | Stoccolma, Svezia (Sintetico indoor)    |                               |   |  |                            |                               |                            |   |  |                     |                     |                     |
|  |                                       | Sudafrica              | 0                                   |                             |        |                               |                                         |                               |   |  |                            |                               |                            |   |  |                     |                     |                     |
|  |                                       |                        |                                     |                             |        |                               |                                         | Svezia                        | 4 |  |                            |                               |                            |   |  |                     |                     |                     |
|  | Porto Alegre, Brasile (Terra)         |                        |                                     |                             |        |                               |                                         | Svezia                        | 4 |  |                            |                               |                            |   |  |                     |                     |                     |
|  |                                       |                        | Spagna                              | 1                           |        |                               |                                         |                               |   |  |                            |                               |                            |   |  |                     |                     |                     |
|  |                                       | Spagna                 | Spagna                              | 1                           | 3      |                               |                                         |                               |   |  |                            |                               |                            |   |  |                     |                     |                     |
|  |                                       | Spagna                 | La Coruña, Spagna (Terra)           |                             | 3      |                               |                                         |                               |   |  |                            |                               |                            |   |  |                     |                     |                     |
|  |                                       | Brasile                | 2                                   |                             |        |                               |                                         |                               |   |  |                            |                               |                            |   |  |                     |                     |                     |
|  |                                       | Brasile                | 2                                   |                             | Spagna | 4                             |                                         |                               |   |  |                            |                               |                            |   |  |                     |                     |                     |
|  | Zurigo, Svizzera (Sintetico indoor)   |                        |                                     |                             | Spagna | 4                             |                                         |                               |   |  |                            |                               |                            |   |  |                     |                     |                     |
|  |                                       |                        | Svizzera                            | 1                           |        |                               |                                         |                               |   |  |                            |                               |                            |   |  |                     |                     |                     |
|  |                                       | Rep. Ceca              | Svizzera                            | 1                           | 2      |                               |                                         |                               |   |  |                            |                               |                            |   |  |                     |                     |                     |
|  |                                       | Rep. Ceca              |                                     |                             | 2      |                               |                                         |                               |   |  |                            | Milano, Italia (Terra indoor) |                            |   |  |                     |                     |                     |
|  |                                       | Svizzera               | 3                                   |                             |        |                               |                                         |                               |   |  |                            |                               |                            |   |  |                     |                     |                     |
|  |                                       |                        |                                     |                             |        |                               |                                         |                               |   |  |                            |                               | Svezia                     | 4 |  |                     |                     |                     |
|  | Genova, Italia (Terra)                |                        |                                     |                             |        |                               |                                         |                               |   |  |                            |                               | Svezia                     | 4 |  |                     |                     |                     |
|  |                                       |                        | Italia                              | 1                           |        |                               |                                         |                               |   |  |                            |                               |                            |   |  |                     |                     |                     |
|  |                                       | India                  | Italia                              | 1                           | 1      |                               |                                         |                               |   |  |                            |                               |                            |   |  |                     |                     |                     |
|  |                                       | India                  | Prato, Italia (Terra)               |                             | 1      |                               |                                         |                               |   |  |                            |                               |                            |   |  |                     |                     |                     |
|  |                                       | Italia                 | 4                                   |                             |        |                               |                                         |                               |   |  |                            |                               |                            |   |  |                     |                     |                     |
|  |                                       | Italia                 | 4                                   |                             | Italia | 5                             |                                         |                               |   |  |                            |                               |                            |   |  |                     |                     |                     |
|  | Mildura, Australia (erba)             |                        |                                     |                             | Italia | 5                             |                                         |                               |   |  |                            |                               |                            |   |  |                     |                     |                     |
|  |                                       |                        | Zimbabwe                            | 0                           |        |                               |                                         |                               |   |  |                            |                               |                            |   |  |                     |                     |                     |
|  |                                       | Zimbabwe               | Zimbabwe                            | 0                           | 3      |                               |                                         |                               |   |  |                            |                               |                            |   |  |                     |                     |                     |
|  |                                       | Zimbabwe               |                                     |                             | 3      |                               | Milwaukee, Stati Uniti (Cemento indoor) |                               |   |  |                            |                               |                            |   |  |                     |                     |                     |
|  |                                       | Australia              | 2                                   |                             |        |                               |                                         |                               |   |  |                            |                               |                            |   |  |                     |                     |                     |
|  |                                       |                        |                                     |                             |        |                               |                                         | Italia                        | 4 |  |                            |                               |                            |   |  |                     |                     |                     |
|  | Bruxelles, Belgio (Terra)             |                        |                                     |                             |        |                               |                                         | Italia                        | 4 |  |                            |                               |                            |   |  |                     |                     |                     |
|  |                                       |                        | Stati Uniti                         | 1                           |        |                               |                                         |                               |   |  |                            |                               |                            |   |  |                     |                     |                     |
|  |                                       | Belgio                 | Stati Uniti                         | 1                           | 3      |                               |                                         |                               |   |  |                            |                               |                            |   |  |                     |                     |                     |
|  |                                       | Belgio                 | Indianapolis, Stati Uniti (Cemento) |                             | 3      |                               |                                         |                               |   |  |                            |                               |                            |   |  |                     |                     |                     |
|  |                                       | Paesi Bassi            | 1                                   |                             |        |                               |                                         |                               |   |  |                            |                               |                            |   |  |                     |                     |                     |
|  |                                       | Paesi Bassi            | 1                                   |                             | Belgio | 1                             |                                         |                               |   |  |                            |                               |                            |   |  |                     |                     |                     |
|  | Atlanta, Stati Uniti (Cemento)        |                        |                                     |                             | Belgio | 1                             |                                         |                               |   |  |                            |                               |                            |   |  |                     |                     |                     |
|  |                                       |                        | Stati Uniti                         | 4                           |        |                               |                                         |                               |   |  |                            |                               |                            |   |  |                     |                     |                     |
|  |                                       | Russia                 | Stati Uniti                         | 4                           | 2      |                               |                                         |                               |   |  |                            |                               |                            |   |  |                     |                     |                     |
|  |                                       | Russia                 |                                     |                             | 2      |                               |                                         |                               |   |  |                            |                               |                            |   |  |                     |                     |                     |
|  |                                       | Stati Uniti            | 3                                   |                             |        |                               |                                         |                               |   |  |                            |                               |                            |   |  |                     |                     |                     |

### Finale
| Italia 1 | Forum di Assago, Milano, Italia 4-6 dicembre 1998 Terra (indoor) | Forum di Assago, Milano, Italia 4-6 dicembre 1998 Terra (indoor)  | Svezia 4 |      |     |     |   |        |
| \| \| \| \| 1 \| 2 \| 3 \| 4 \| 5 \| \| \| - \| \| ----------------------------------------------------------------- \| ---- \| ---- \| --- \| --- \| - \| ------ \| \| 1 \| \| Andrea Gaudenzi Magnus Norman \| 7 69 \| 60 7 \| 6 4 \| 3 6 \| 6 \| ritiro \| \| 2 \| \| Davide Sanguinetti Magnus Gustafsson \| 1 6 \| 4 6 \| 0 6 \| \| \| \| \| 3 \| \| Diego Nargiso / Davide Sanguinetti Jonas Björkman / Nicklas Kulti \| 6 7 \| 1 6 \| 3 6 \| \| \| \| \| 4 \| \| Gianluca Pozzi Magnus Gustafsson \| 4 6 \| 2 6 \| \| \| \| \| \| 5 \| \| Diego Nargiso Magnus Norman \| 6 2 \| 6 3 \| \| \| \| \| |                                                                  |                                                                   |          |      |     |     |   |        |
| |                                                                  |                                                                   | 1        | 2    | 3   | 4   | 5 |        |
| 1 | Italia (bandiera) · Svezia (bandiera)                            | Andrea Gaudenzi Magnus Norman                                     | 7 69     | 60 7 | 6 4 | 3 6 | 6 | ritiro |
| 2 | Italia (bandiera) · Svezia (bandiera)                            | Davide Sanguinetti Magnus Gustafsson                              | 1 6      | 4 6  | 0 6 |     |   |        |
| 3 | Italia (bandiera) · Svezia (bandiera)                            | Diego Nargiso / Davide Sanguinetti Jonas Björkman / Nicklas Kulti | 6 7      | 1 6  | 3 6 |     |   |        |
| 4 | Italia (bandiera) · Svezia (bandiera)                            | Gianluca Pozzi Magnus Gustafsson                                  | 4 6      | 2 6  |     |     |   |        |
| 5 | Italia (bandiera) · Svezia (bandiera)                            | Diego Nargiso Magnus Norman                                       | 6 2      | 6 3  |     |     |   |        |

## Turno di qualificazione al Gruppo Mondiale
Data: 25-27 settembre
| Girone                                    | Squadra ospitante | Punteggio | Squadra ospite |
| ----------------------------------------- | ----------------- | --------- | -------------- |
| Townsville, Australia (Cemento indoor)    | Australia         | 5-0       | Uzbekistan     |
| Florianópolis, Brasile (Terra)            | Brasile           | 3-0       | Romania        |
| Praga, Repubblica Ceca (Terra)            | Rep. Ceca         | 5-0       | Sudafrica      |
| Ramat HaSharon, Israele (Cemento)         | Israele           | 1-4       | Francia        |
| Nottingham, Inghilterra (Cemento)         | Regno Unito       | 3-2       | India          |
| Eindhoven, Paesi Bassi (Sintetico indoor) | Paesi Bassi       | 5-0       | Ecuador        |
| Osaka, Giappone (Cemento)                 | Giappone          | 2-3       | Russia         |
| Buenos Aires, Argentina (Terra)           | Argentina         | 2-3       | Slovacchia     |

- Francia e Regno Unito promosse al Gruppo Mondiale della Coppa Davis 1999.
- Australia, Brasile, Repubblica Ceca, Paesi Bassi, Russia e Slovacchia rimangono nel Gruppo Mondiale della Coppa Davis 1999.
- Argentina (AMN), Ecuador (AMN), Israele (AO), Giappone (AO), Romania (EA) ed Uzbekistan (AO) rimangono nel Gruppo I della Coppa Davis 1999.
- India (AO) e Sudafrica (EA) retrocesse nel Gruppo I della Coppa Davis 1999.

## Zona Americana

### Gruppo I
Squadre partecipanti
- Argentina — promossa al Turno di qualificazione al Gruppo Mondiale
- Bahamas
- Canada
- Cile
- Colombia
- Ecuador — promossa al Turno di qualificazione al Gruppo Mondiale
- Messico — retrocessa nel Gruppo II della Coppa Davis 1999

### Gruppo II
Squadre partecipanti
- Cuba
- Giamaica — retrocessa nel Gruppo III della Coppa Davis 1999
- Guatemala — retrocessa nel Gruppo III della Coppa Davis 1999
- Haiti
- Paraguay
- Perù
- Uruguay
- Venezuela — promossa al Gruppo I della Coppa Davis 1999

### Gruppo III
Squadre partecipanti
- Antigua e Barbuda
- Bermuda — retrocessa nel Gruppo IV della Coppa Davis 1999
- Bolivia
- Costa Rica — promossa al Gruppo II della Coppa Davis 1999
- El Salvador
- Panama
- Porto Rico — retrocessa nel Gruppo IV della Coppa Davis 1999
- Rep. Dominicana — promossa al Gruppo II della Coppa Davis 1999

### Gruppo IV
Squadre partecipanti
- Antille Olandesi — promossa al Gruppo III della Coppa Davis 1999
- Barbados
- Caraibi dell'Est
- Honduras — promossa al Gruppo III della Coppa Davis 1999
- Isole Vergini Americane
- Saint Lucia
- Trinidad e Tobago

## Zona Asia/Oceania

### Gruppo I
Squadre partecipanti
- Cina
- Corea del Sud
- Giappone — promossa al Turno di qualificazione al Gruppo Mondiale
- Indonesia — retrocessa nel Gruppo II della Coppa Davis 1999
- Libano
- Nuova Zelanda
- Uzbekistan — promossa al Turno di qualificazione al Gruppo Mondiale

### Gruppo II
Squadre partecipanti
- Filippine
- Hong Kong — retrocessa nel Gruppo III della Coppa Davis 1999
- Iran
- Oceania Pacifica — retrocessa nel Gruppo III della Coppa Davis 1999
- Pakistan — promossa al Gruppo I della Coppa Davis 1999
- Qatar
- Taipei cinese
- Thailandia

### Gruppo III
Squadre partecipanti
- Arabia Saudita
- Kazakistan — promossa al Gruppo II della Coppa Davis 1999
- Kuwait — retrocessa nel Gruppo IV della Coppa Davis 1999
- Malaysia
- Singapore — retrocessa nel Gruppo IV della Coppa Davis 1999
- Siria
- Sri Lanka — promossa al Gruppo II della Coppa Davis 1999
- Tagikistan

### Gruppo IV
Squadre partecipanti
- Bahamas — promossa al Gruppo III della Coppa Davis 1999
- Bangladesh — promossa al Gruppo III della Coppa Davis 1999
- Brunei
- Emirati Arabi Uniti
- Giordania
- Iraq
- Oman

## Zona Euro-Africana

### Gruppo I
Squadre partecipanti
- Austria
- Croazia
- Danimarca — retrocessa nel Gruppo II della Coppa Davis 1999
- Finlandia
- Francia — promossa al Turno di qualificazione al Gruppo Mondiale
- Israele — promossa al Turno di qualificazione al Gruppo Mondiale
- Norvegia — retrocessa nel Gruppo II della Coppa Davis 1999
- Regno Unito — promossa al Turno di qualificazione al Gruppo Mondiale
- Romania — promossa al Turno di qualificazione al Gruppo Mondiale
- Ucraina

### Gruppo II
Squadre partecipanti
- Bielorussia — promossa al Gruppo I della Coppa Davis 1999
- Bulgaria
- Costa d'Avorio
- Egitto — retrocessa nel Gruppo III della Coppa Davis 1999
- Georgia — retrocessa nel Gruppo III della Coppa Davis 1999
- Irlanda
- Jugoslavia
- Lettonia
- Lussemburgo — retrocessa nel Gruppo III della Coppa Davis 1999
- Marocco
- Monaco — retrocessa nel Gruppo III della Coppa Davis 1999
- Polonia
- Portogallo — promossa al Gruppo I della Coppa Davis 1999
- Senegal
- Slovenia
- Ungheria

### Gruppo III

#### Girone A
Squadre partecipanti
- Bosnia ed Erzegovina
- Cipro — retrocessa nel Gruppo IV della Coppa Davis 1999
- Estonia
- Ghana
- Grecia — promossa al Gruppo II della Coppa Davis 1999
- Kenya
- Madagascar — retrocessa nel Gruppo IV della Coppa Davis 1999
- Togo — promossa al Gruppo II della Coppa Davis 1999

#### Girone B
Squadre partecipanti
- Lituania
- Macedonia — promossa al Gruppo II della Coppa Davis 1999
- Malta — retrocessa nel Gruppo IV della Coppa Davis 1999
- Moldavia
- Nigeria
- San Marino — retrocessa nel Gruppo IV della Coppa Davis 1999
- Tunisia
- Turchia — promossa al Gruppo II della Coppa Davis 1999

### Gruppo IV
Squadre partecipanti
- Algeria — promossa al Gruppo III della Coppa Davis 1999
- Armenia — promossa al Gruppo III della Coppa Davis 1999
- Azerbaigian
- Benin — promossa al Gruppo III della Coppa Davis 1999
- Botswana
- Camerun
- Etiopia
- Gibuti
- Islanda
- Liechtenstein
- Sudan
- Uganda
- Zambia — promossa al Gruppo III della Coppa Davis 1999